# 新客 (電影)

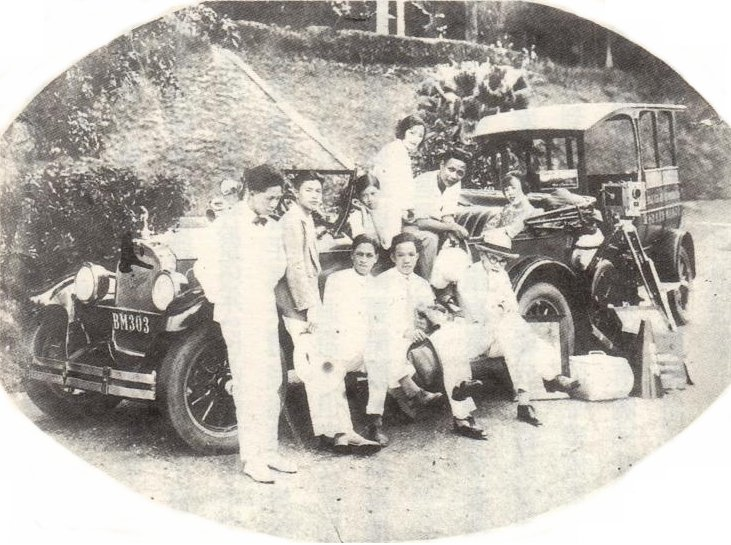
1927年默片《新客（New Friend）》劇照。

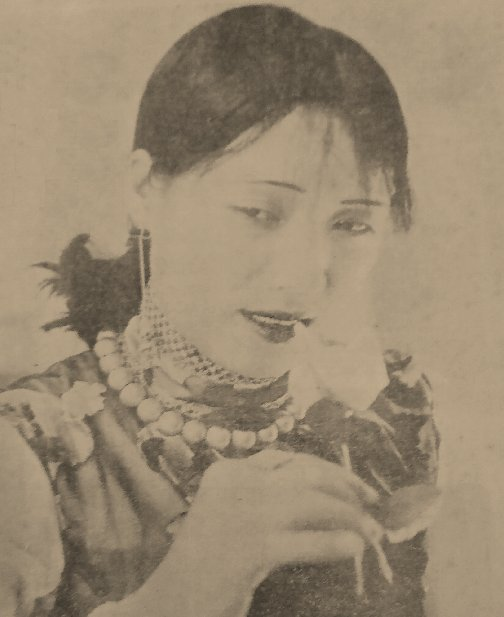
1927年默片《新客（New Friend）》的女主角乃新加坡本地演員陸肖予。

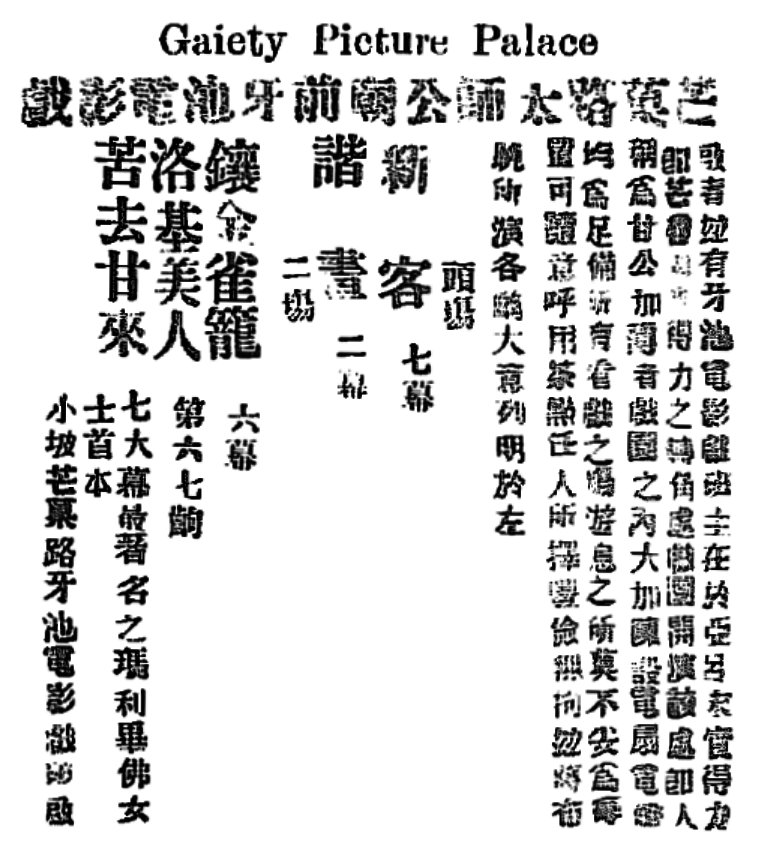
默片《新客（New Friend）》在新加坡『牙池電影戲（Gaiety Picture Place）』放映時的廣告，該戲院位於芒果律（Albert Street）與小坡五馬路（Bencoolen Street）之交界，太師公廟之前方。

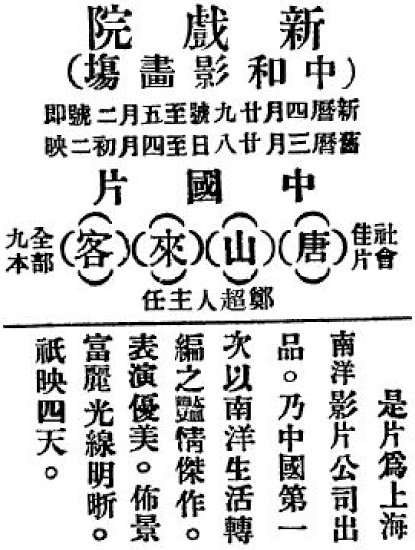
默片《新客（New Friend）》，中文又被稱為《唐山來客》，在香港『中和影畫場（Chung Wo Cinema）』放映時的廣告，該戲院位於中環（Central）九如坊（Kau U Fong）。

《新客》是一齣在新加坡及馬來亞拍攝，由福建裔華僑投資的動作、香艷、喜劇默片，由位於新加坡衣箱街（Pekin Street）門牌12號劉貝錦自製影片公司於1927年發行。這部電影故事講述一名從中國大陸來的新客，寄居富有親戚的豪宅裡，對於南洋（馬來亞及新加坡）的風土人情不熟悉，處處吃盡苦頭及受到排擠，亦成為小丑笑柄，經過自己的努力，終於被接受及得到愛情。
此電影在新加坡加東 （Katong）買也律（Meyer Road）門牌58號影畫攝影場（film studio）拍攝；外景有新加坡聖約翰島、植物公園；柔佛州蘇丹皇宮及礦場。
此電影在1927年3月4日（星期五）晚上八時在維多利亞劇院及音樂會堂試影。當時全院滿座，接待五百多人，只放映其中六卷，包括兩段色情艷舞。在马来西亚本地放映後，在1927年4月29日（星期五）至5月2日 （星期一），再以《唐山來客》的片名在香港上映四天。因此，《新客》不僅是第一部马来西亚本地電影，更是第一部出口國外的马来西亚本地電影。

## 色情艷舞鏡頭
片裡有兩段當年被認為色情的艷舞表演：
- 陳夢如飾演的交際花，穿著貼身中國古裝跳揮動劍舞。其中演員陳夢如的真實身份，被認為是男主角鄭連捷（鄭超人）的妻子周清華化名扮演[5]；
- 黃夢梅飾演的新加坡中學女學生，披頭散髮，露出頸項及手臂跳馬來蝴蝶美化艷舞。

## 故事角色
| 角色                                         | 演員                   |
| -------------------------------------------- | ---------------------- |
| 沈華強，中國大陸新移民，一名貧苦的孤兒       | 鄭連捷（藝名：鄭超人） |
| 馬來亞『新德成樹膠貿易公司』東主張天錫       | 陳子纓                 |
| 張余氏，張天錫的妻子                         | 我影                   |
| 張慧貞，張天錫的長女                         | 陸肖予，               |
| 張新民，張天錫的極其頑劣幼子                 | 陳炳勳                 |
| 新加坡『春源樹膠店』東主劉伯憩，             | 雲端南                 |
| 劉顏氏，劉伯憩的妻子                         | 晚成                   |
| 劉潔玉，劉伯憩的獨生女，在女校讀書，精於舞蹈 | 黃夢梅                 |
| 甘褔勝，張天錫的英文書記，典型的蠱惑仔       | 譚民興                 |
| 甘趙氏，甘褔勝的完全馬來化母親               | 一癡                   |
| 康子明，張天錫的中文書記                     | 康笑伯                 |
| 趙炳，甘褔勝的豬朋狗友，兩人狼狽為奸         | 方之談                 |
| 舞女玉娟，甘褔勝的姘婦                       | 笑倩                   |
| 農民周勤                                     | 陳崇榮                 |
| 交際花華愛儂小姐                             | 陳夢如                 |
| 賓客                                         | 周志平                 |
| 賓客                                         | 張清華                 |

## 電影本事
一名窮苦的中國大陸孤兒沈華強（鄭連捷飾演）為著生計移居南洋，投靠在馬來亞麻坡經營『新德成樹膠店』的富有舅父張天錫（陳子纓飾演），其家裡有賢良妻子張余氏（我影飾演）、長女張慧貞（陸肖予飾演）及么女張慧梅，初時兩位表妹都喜歡作弄這位山笆佬表兄。沈華強被安排到『新德成樹膠店』裡工作，那裡的英文書記甘福勝（譚民興飾演）仍為陰險偽君子，常期望籍著追求得少東女兒張慧貞而財色兼收，隨著日久生情，張慧貞逐漸與表兄沈華強親近，有一次，甘福勝目賭張慧貞在大廳裡彈奏鋼琴，與在室外花園裡吹奏牧童笛的沈華強，兩人遙遙地以琴笛相互呼應，十分生氣，翌日就設計陷害情敵沈華強，因此沈華強轉職到新加坡『春源樹膠店』服務。與此同時，張慧貞亦無意中發現甘福勝實乃花花公子，亦到新加坡與其知己劉潔玉（黃夢梅飾演）一起入讀女子中學，而跟表兄沈華強相戀。甘福勝設計誘使張天錫答應許配張慧貞，張慧貞不從而逃婚進入熱帶雨林裡，甘福勝與其匪幫朋友趙炳綁架張慧貞，沈華強前往營救表妹，為她擊退大蟒蛇與鱷魚。最後甘福勝等匪徒們聯手，亦不敵沈華強的中國功夫，駕車逃走時，汽車掉落山崖身亡！最後張慧貞改為與沈華強結婚。

## 其他海外華僑製作的電影
- 1928年默片《男子的心》，馬來西亞芙蓉市「光光影片公司」；
- 1933年粵語片《湄江情浪》，泰國曼谷「暹羅聯合影片公司」；
- 1933年粵語片《歌侶情潮》，美國舊金山「美國大觀公司」；
- 1941年粵語片《金門女》，美國舊金山「美國大觀公司」。